# Heerlijkheid van de Lek

Wapen van de Heerlijkheid van de Lek

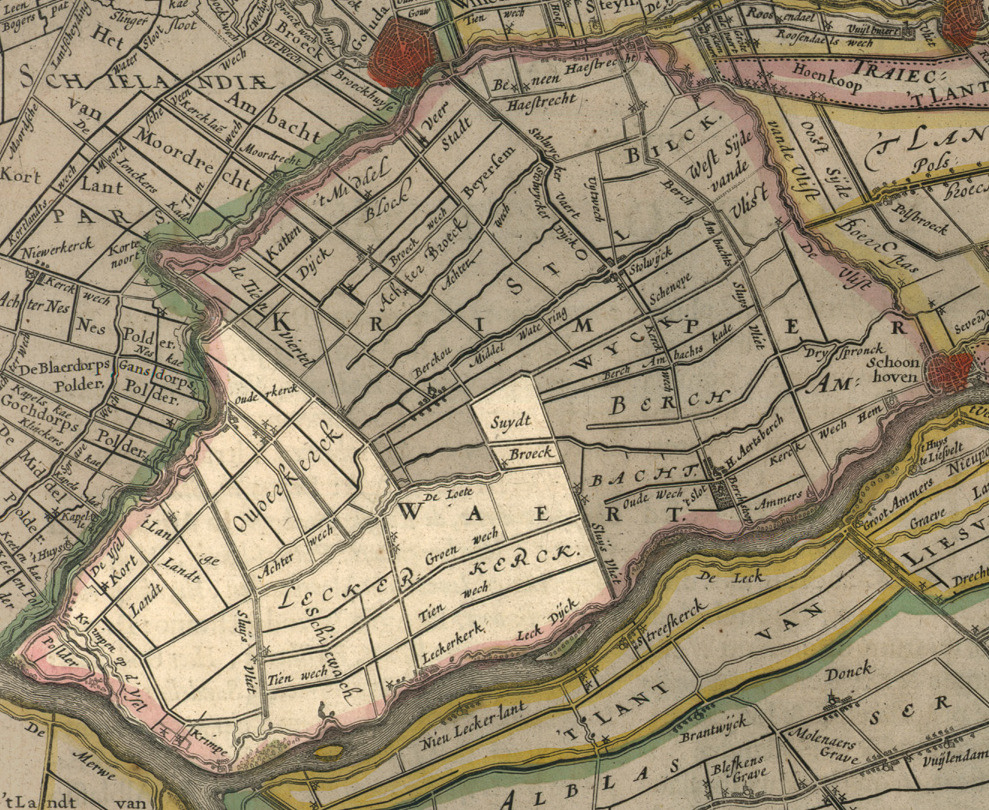
Ligging van de heerlijkheid aangegeven op de kaart van Blaeu 1645

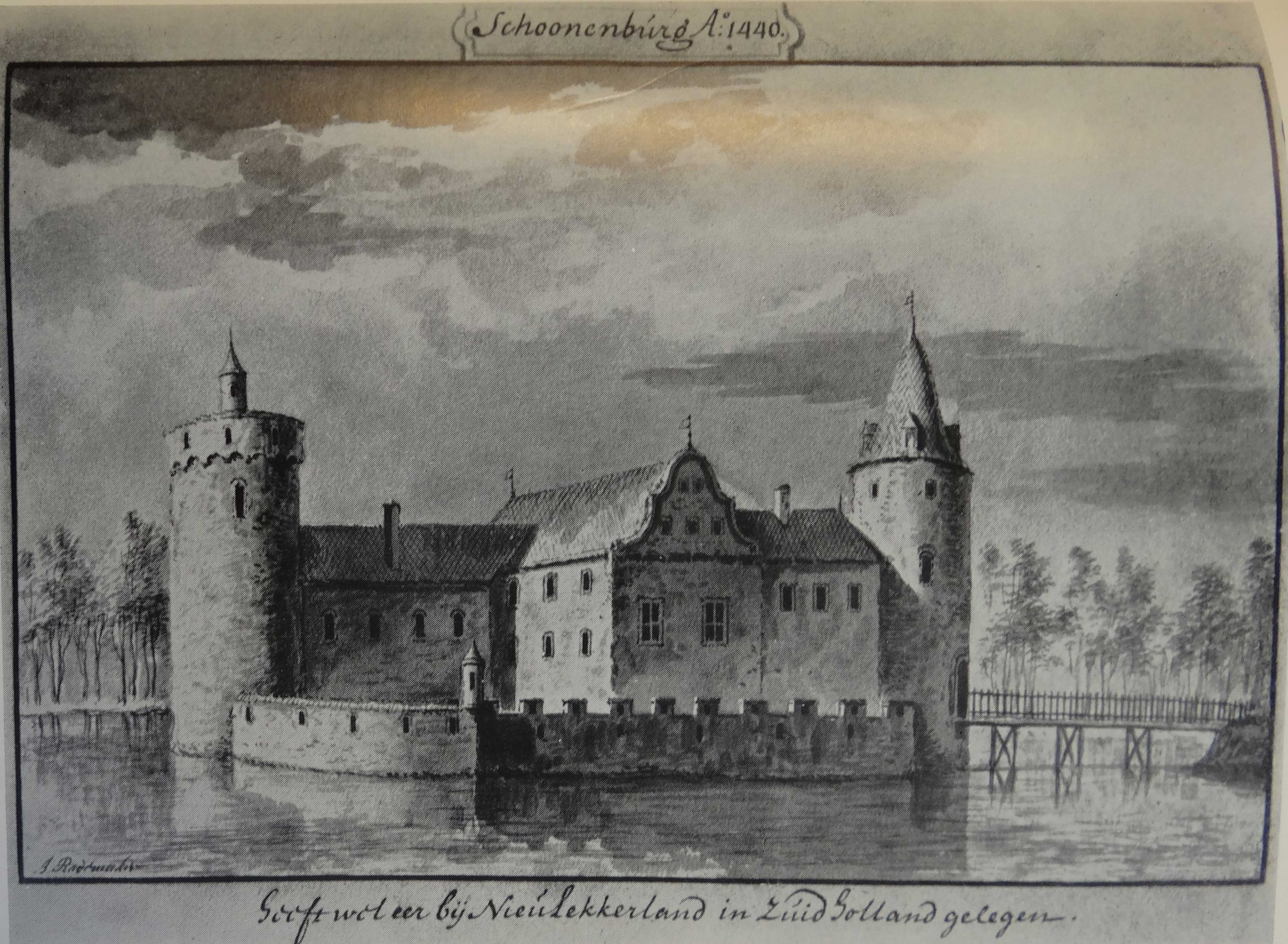
Een 18e-eeuwse afbeelding van het slot Schoonenburg dat omstreeks 1450 verwoest zou zijn. Of deze afbeelding historisch juist is wordt echter betwijfeld.

De heerlijkheid van de Lek is een (voormalige) heerlijkheid in de provincie Zuid-Holland. Zij ontleende haar naam aan de rivier de Lek. Tot de heerlijkheid behoorden delen van de Krimpenerwaard en van de Alblasserwaard.

## Inleiding
De heerlijkheid van de Lek lag in een gebied waarop zowel de graaf van Holland als de bisschop van Utrecht aanspraken bezaten. Tot 944 was het gebied een leen van de graven van Holland. Vervolgens kwam het gebied in het bezit van de Utrechtse kerken. Vanaf de 12e eeuw kwam het gebied weer grotendeels in handen van de graven van Holland.
De heerlijkheid van de Lek omvatte het gebied - dat ook wel "Isla et Lake" werd genoemd - tussen de Hollandse IJssel en de Lek. Ook een strook aan de zuidzijde van de Lek behoorde tot de heerlijkheid. Op deze strook tussen Streefkerk en Nieuw-Lekkerland zouden de eerste heren van de Lek hun kasteel Schonenburg hebben gebouwd en wel op de hoge Schonenberger heuvel. Het slot zou omstreeks 1450 verwoest zijn.
In 1342 was de heerlijkheid verder uitgebreid. Het gebied van de heerlijkheid omvatte niet slechts delen van de Krimpenerwaard, maar ook heerlijkheden en ambachten ten zuiden van de Lek. Het betrof in het totaal de heerlijkheden Ridderkerk, Lekkerkerk, Krimpen aan den IJssel, Krimpen aan of op de Merwede (= Krimpen aan de Lek), Ouderkerk, Zuidbroek, Streefland, Brandwijk, Gijbeland en Bleskensgraaf en om de visrechten in de Lek.

## Geschiedenis

### Van der Lecke (tot 1342)
De eerste heren van de Lek waren leden van de familie Van der Lecke. De eerste vermelding van een leenman van deze familie betreft ene Folpert van der Leck[e] in 1167 en 1168. Na hem zouden nog vijf leden van deze familie het bestuur over de heerlijkheid voeren. Na het overlijden van Hendrik van der Leck in 1342 komt er een eind aan het tijdperk Van der Leck. De heerlijkheid viel toe aan Willem IV graaf van Holland.

### Van Polanen (1342-1403)
In 1342 verkocht Willem IV de heerlijkheid van de Lek aan Jan II van Polanen, sindsdien heer van der Leck en later ook van Breda. Vanwege zijn partijkeuze voor de Hoeken tijdens de Hoekse en Kabeljauwse twisten werd hij verbannen en kreeg de heerlijkheid in 1351 een andere heer, Jan II van Culemborg, wiens moeder Jutta afkomstig was uit de familie Van der Leck.
Na zijn verbanning keerde Jan van Polanen terug en verkreeg in 1356 ook weer de heerlijkheid van der Lek in zijn bezit, samen met Jan van Culemborg. Het tijdperk van de Van Polanens duurde relatief kort. Na het huwelijk van zijn kleindochter Johanna van Polanen in 1403 met Engelbrecht I van Nassau-Siegen kwam de heerlijkheid in handen van leden van de familie Van Nassau. De sporen van de Van Polanens zijn echter bewaard gebleven in de gemeentewapens van Krimpen aan den IJssel, Krimpen aan de Lek, Lekkerkerk en Ouderkerk aan den IJssel: drie zwarte halve manen op een zilveren schild.

### Nassau en Van Nassau la Lecq (1403-1722)
Na Engelbert van Nassau zouden nog tien leden van dit geslacht de heerlijkheid Van der Lek bezitten. In de loop van de 16e eeuw kwam de heerlijkheid via René van Chalon, prins van Oranje, in het bezit van Willem I, prins van Oranje. Zijn zoon prins Maurits schonk de heerlijkheid aan zijn natuurlijke zoon Willem, voortgekomen uit Maurits' relatie met Margaretha van Mechelen.
In de periode van de Nassaus was er sprake van een scheiding van rechten. Engelbrecht van Nassau verkocht het vruchtgebruik en de lage jurisdictie aan Albrecht van Naaldwijk. De hoge jurisdictie bleef wel in handen van de Nassaus. In de loop van de 16 en de 17e eeuw kochten de Nassaus deze rechten weer terug. In 1613 werd Krimpen aan den IJssel als laatste weer teruggekocht door prins Maurits. De heerlijkheid van der Lek was weer een geheel, maar omvatte nu uitsluitend het gebied in de Krimpenerwaard en een strook land ter weerszijden van de Lek. De vroegere delen van de heerlijkheid in de Alblasserwaard behoorden niet meer tot de heerlijkheid.
De laatste Nassau als heer van de Lek, Maurits Lodewijk van Nassau, een achterkleinzoon van prins Maurits, kwam in grote financiële problemen. Hij was gedwongen diverse van zijn bezittingen te verkopen, ook de heerlijkheid van de Lek. In 1722 vond er een executoriale verkoop plaats en werd de heerlijkheid opgesplitst in diverse delen.

### De periode na 1722
Na 1722 eindigde feitelijk de geschiedenis van de heerlijkheid van de Lek. De heerlijkheid was uiteengevallen in zelfstandige heerlijkheden als Krimpen aan den IJssel (en Stormpolder), Krimpen aan de Lek, Ouderkerk, Lekkerkerk en Zuidbroek. Wat restte van de oude heerlijkheid was de onbebouwde strook ter weerszijden van de Lek met de rivier zelf, die economisch van belang was vanwege de daaraan verbonden visrechten. In 1817 kreeg dit gebied om administratief-technische redenen de status van gemeente, De Lek genoemd, zonder een bestuurlijk en een ambtelijk apparaat. Feitelijk speelde deze administratieve eenheid slechts een rol voor de belastingdienst. In 1847 kwam ook hier een eind aan en werd het gebied verdeeld tussen de omliggende gemeenten. Tegenwoordig is de familie van Sandick eigenaar van de (voormalige) heerlijkheid en de daaraan verbonden rechten.

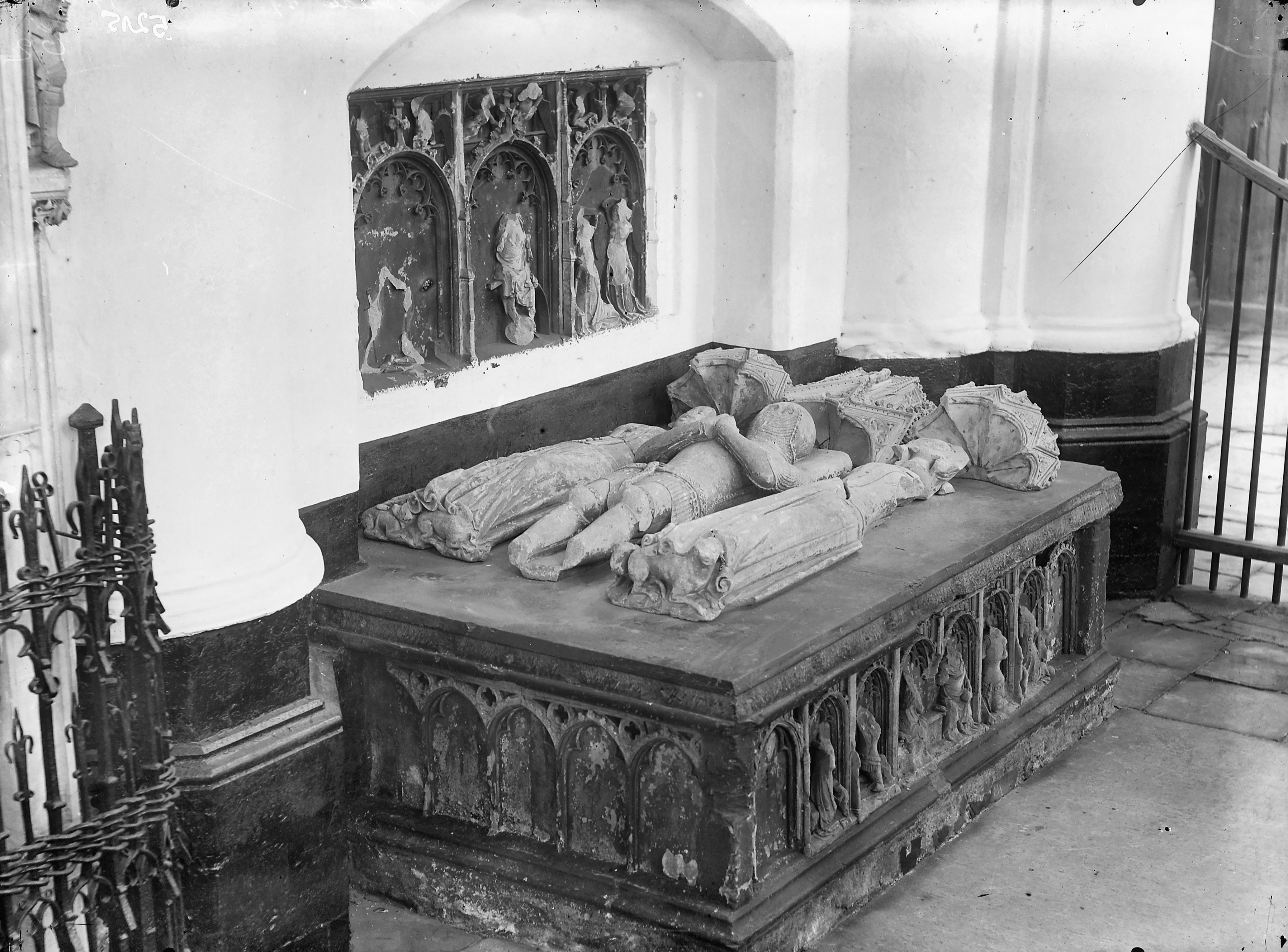
Grafmonument van Jan II van Polanen
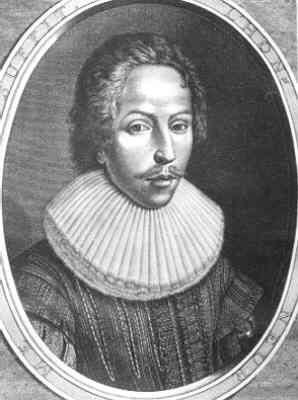
Postuum portret van Willem van Nassau, heer van de Leck (1628)